# دبیرستان کینگ سیتی
دبیرستان کینگ سیتی (به انگلیسی: King City Secondary School) که به اختصار "KCSS" هم نامیده می‌ شود، یک دبیرستان‌ واقع در کینگ سیتی است و در حوزه آموزشی ناحیه یورک در استان انتاریوی کانادا قرار دارد. ساعت کاری این مجتمع آموزشی از هشت و نیم صبح تا دو و نیم بعد از ظهر به وقت تورنتو می‌ باشد. مدیر فعلی این مدرسه جوزف دیامیکو است.

## درباره مدرسه
دبیرستان کینگ سیتی در شماره ۲۰۰۱ خیابان King Road واقع شده‌ است. این مجتمع آموزشی از زمان تأسیس در سال ۱۹۶۰، تحت تعمیرات و گسترده سازی‌ های متفاوتی قرار گرفته‌ است. امروز دبیرستان کینگ سیتی به عنوان یک مدرسه بین‌ الملل عمل کرده و علاوه بر دروس روزمره سایر مدارس، کلاس‌ های آموزش زبان انگلیسی را جهت آماده‌ سازی دانش آموزان تازه‌ وارد، به برنامه تحصیلی خود افزوده‌ است. همچنین دانش آموزان می‌ توانند با عضویت در انجمن‌ های مختلف به فعالیت های فوق برنامه در زمینه‌ های مورد علاقه خود بپردازند.
کلاس‌ های درسی این مدرسه گستره وسیعی از زمینه‌ ها مانند ریاضیات، زبان و ادبیات انگلیسی، زبان و ادبیات فرانسوی، علوم تجربی، موسیقی، علوم رایانه، هنرهای نمایشی، نقاشی، تاریخ، جغرافیا، حقوق، ورزش‌های گوناگون و غیره را در بر می‌ گیرد.

### نوابغ و افتخارات
دبیرستان کینگ سیتی افراد موفق و مشهور زیادی را وارد جامعه نموده، تعدادی از این افراد:

گئورگ پاپاندرئو، نخست‌ وزیر سابق یونان
راسموس لردورف، ابداع کننده زبان برنامه‌ نویسی PHP

ریک هامپتون، بازیکن حرفه ای سابق لیگ ملی هاکی آمریکای شمالی

جف اونیل، بازیکن حرفه ای سابق لیگ ملی هاکی آمریکای شمالی

روسی مکلنن، برنده مدال طلای ژیمناستیک در المپیک ۲۰۱۲ لندن

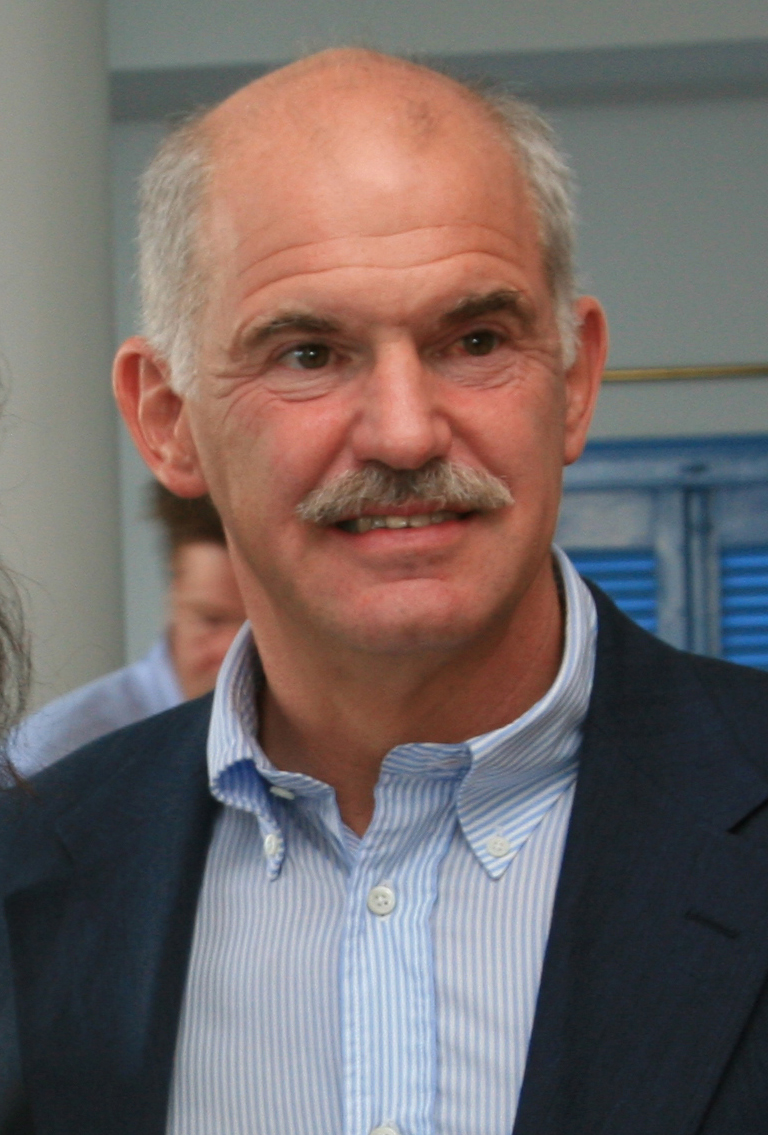
جرج پاپاندرو، ۱۹۷۰ فارغ‌التحصیل دبیرستان کینگ سیتی.

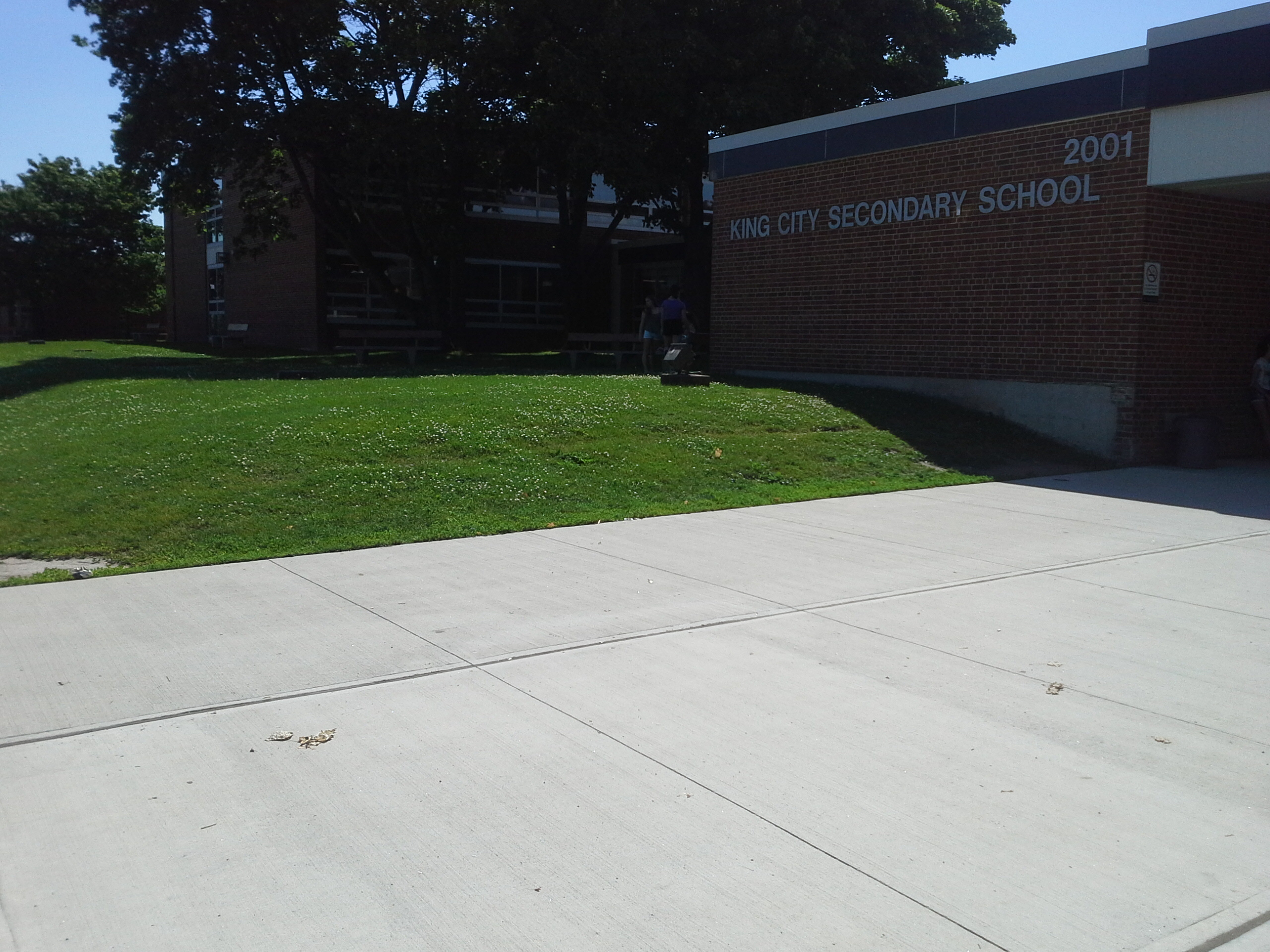
ورودی اصلی دبیرستان کینگ سیتی

### نکات دیگر
دبیرستان کینگ سیتی محل فیلمبرداری بخشی از فیلم «به خاطرش مردن» (To Die For) محصول ۱۹۹۵ با بازی نیکول کیدمن، واکین فینیکس، مت دیلون، کیسی افلک، ایلیانا داگلاس، آلیسون فولند و دن هدایا بوده‌ است.
همچنین این مدرسه محل فیلمبرداری بخشی از فیلم «اعترافات یک نوجوان خاله‌ زنک» (Confessions of a Teenage Drama Queen) محصول ۲۰۰۴ با بازی مگان فاکس بوده‌ است.